# MyHeritage
MyHeritage és una plataforma genealògica en línia amb lloc web, mòbil i programari, productes i serveis. Els usuaris de la plataforma poden crear arbres genealògics, pujar i compartir fotos, i buscar en milers de milions de registres històrics globals, entre altres opcions. Des de 2015, el servei es proporciona en 42 idiomes i té uns 80 milions d'usuaris a tot el món. La pàgina i els seus serveis també estan en català. L'empresa té el seu centre d'operacions a Or Yehudà (Israel), amb oficines a Tel-Aviv, Lehi (Utah), i Burbank (Califòrnia).

## Història

### 2003–2007: Fundació i primers anys

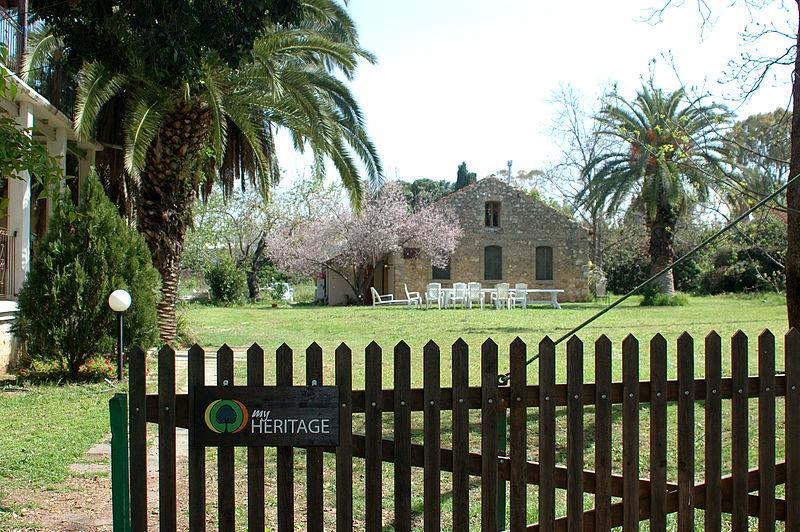
Oficina original de MyHeritage al poble de Bnei Atarot, Israel

MyHeritage va ser fundada en 2003 per Gilad Japhet (qui continua servint en la companyia com a Director Executiu CEO). Japhet va començar la companyia des de la sala d'estar de la seva casa en un moshav de Bnei Atarot. Per un període perllongat, la seu central de la companyia va estar emplaçada en una granja familiar en Bnei Atarot. En els seus començaments, MyHeritage va ser autofinançada per complet. En 2005, la companyia va rebre fons d'inversors “àngel”. Això va fer que es canviés d'un servei estrictament gratuït a un model de negoci freemium.
Des del començament, MyHeritage requeria als usuaris pujar informació genealògica al seu programari d'escriptori per crear el seu arbre familiar. La informació podia ser vista online, però no podia ser modificada. En 2006, MyHeritage va presentar noves funcions que incloïen el programari de reconeixement facial, que identificava els trets i característiques facials d'una base de dades de fotografies que després podien ser vinculades amb individus. Al desembre de 2006, la companyia va adquirir Pearl Street Programari, creador del programari d'arbres genealògics (Family Tree Legends) i un lloc web d'enviament d'arbres genealògics (GenCircles) amb més de 160 milions de perfils i 400 milions de registres públics.
En 2007, MyHeritage tenia 150.000 arbres familiars, 180 milions de perfils de persones, 100 milions de fotos, i 17, 2 milions d'usuaris al món. El servei va estar disponible en 17 idiomes. La companyia també va començar a oferir una nova funcionalitat basada a la web que va permetre als usuaris pujar informació genealògica directament al lloc de MyHeritage. MyHeritage va rebre un total de 9$ milions de finançament d'inversors, la meitat va provenir d'Accel.

### 2008–2012: Adquisicions i expansió

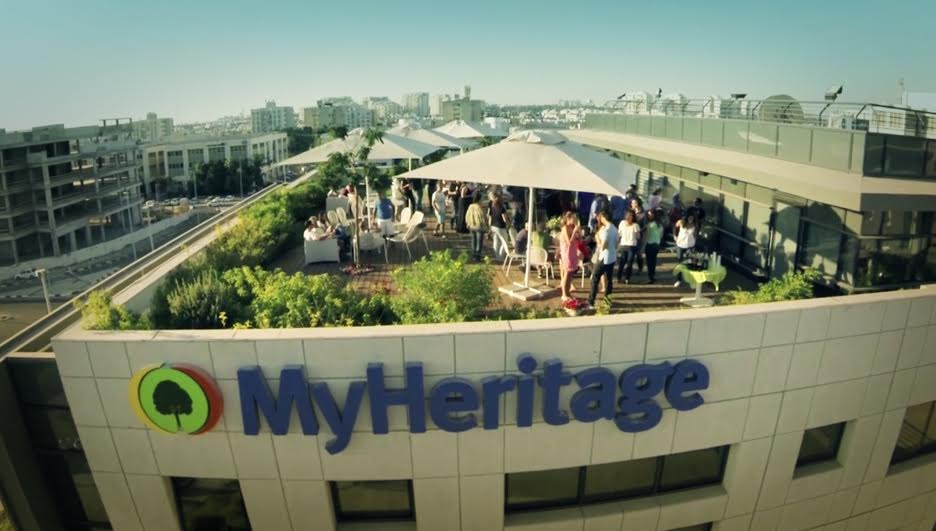
Edifici d'operacions de MyHeritage en Or Yehuda, Israel

En 2008, MyHeritage va recaptar 15$ milions d'un grup d'inversors incloent Index Ventures i Accel. Fins a aquest moment, el lloc web havia crescut fins als 260 milions de perfils de persones, 25 milions d'usuaris, 230 milions de fotos, i 25 idiomes. Poc després de l'obtenció de fons, MyHeritage va adquirir Kindo, un servei de creació d'arbres genealògics amb seu a Regne Unit. En 2009, la companyia va llançar una nova versió del seu programari de genealogia gratuït, Family Tree Builder, que inclou la possibilitat de sincronitzar les dades al programari i els del lloc web.
En 2010, la companyia adquireix OSN Group amb base a Alemanya, un lloc web en xarxa amb arbres familiars i 7 llocs genealògics sota el mateix nom. Alguns llocs web a la xarxa d'OSN inclouen Verwandt.de a Alemanya, Moikrewni.pl a Polònia, i Dynastree.com als Estats Units. Aquesta adquisició va proporcionar a MyHeritage diverses característiques noves (incloent escuts d'armes, combinació d'arbres genealògics, i una opció per endinsar-se en les aplicacions mòbils) i un total de 540 milions de perfils de persones, 47 milions d'usuaris actius i 13 milions d'arbres genealògics. En 2011, aquestes xifres van augmentar a 760 milions de persones i 56 milions de perfils d'usuaris després de l'adquisició de MyHeritage de Bliscy.pl amb seu a Polònia, un altre lloc web de genealogia.
Altres adquisicions en 2011 van incloure la xarxa familiar dels Països Baixos, Zooof; BackupMyTree, un servei de còpia de seguretat dissenyat per protegir fins a 9 terabytes de dades -fora de línia- d'història familiar; i FamilyLink, un desenvolupador de llocs de contingut d'història familiar i amo d'una enorme base de dades de registres històrics (Worldvitalrecords.com, que incloïen censos, registres de naixement, mort i matrimoni, juntament amb un arxiu de periòdics històrics). Al final de 2011, MyHeritage tenia 60 milions d'usuaris, 900 milions de perfils personals, 21 milions d'arbres genealògics, i estava disponible en 38 idiomes diferents. La companyia també va llançar la primera versió de la seva aplicació mòbil per iOS i Android.
En 2012, MyHeritage va sobrepassar els mil milions de perfils de persones i va llançar diverses noves característiques incloent SuperSearch, un motor de cerca de milers de milions de registres històrics, i Record Matching, una tecnologia que compara automàticament els registres històrics de MyHeritage amb els perfils dels usuaris del lloc i els alerta amb una coincidència cada vegada que troba un possible familiar per al seu arbre genealògic.
Al novembre de 2012, MyHeritage adquireix un dels seus principals competidors, Geni.com. La companyia manté tots els empleats de Geni i funciona com una marca independent a Los Angeles, Califòrnia. Fundada per * David Sacks en 2007, Geni és un lloc web de genealogia amb l'objectiu de "crear un arbre familiar de tot el món. " Aquesta adquisició agrega 7 milions de nous usuaris a MyHeritage, amb el qual el nombre total de membres arriba als 72 milions. Fins a aquest moment, MyHeritage tenia 27 milions d'arbres genealògics i 1.500 milions de perfils i estava disponible en 40 idiomes. A més de l'adquisició de Geni, MyHeritage a més va recaptar $ 25 milions en una ronda de finançament liderat per Bessemer Venture Partners.

### 2013–present: Aliances, major creixement, i més enllà
En 2013, MyHeritage va celebrar una aliança estratègica que va permetre a FamilySearch utilitzar aquestes tecnologies perquè els seus usuaris puguin trobar avantpassats amb major facilitat. Al moment de l'acord, MyHeritage tenia 75 milions d'usuaris registrats i 1.600 milions de perfils personals. La companyia va obtenir accés a tots els registres del cens dels Estats Units des de 1790 fins a 1940. A l'abril de 2013, MyHeritage va llançar Family Tree Builder 7.0, que inclou noves característiques com la sincronització, Unicode, i Record Matches. MyHeritage a més va introduir una característica web anomenada Record Detectiu que fa connexions automàtiques entre diferents registres històrics.
En 2014, MyHeritage va anunciar aliances i col·laboracions amb nombroses empreses i entitats. Al febrer de 2014, la companyia es va associar amb BillionGraves per digitalitzar i documentar tombes i cementiris a tot el món. A l'octubre de 2014, MyHeritage es va associar amb la companyia de proves d'ADN, 23andMe, per proporcionar test personals d'ADN com una opció per als usuaris de MyHeritage. També a l'octubre d'aquest any, la companyia es va associar amb EBSCO Information Services per proveir a les institucions educatives (biblioteques, universitats, etc.) lliure accés a la base de dades de registres històrics de MyHeritage. Al desembre de 2014, MyHeritage va celebrar un acord amb l'Arxiu Nacional de Dinamarca per indexar els Censos i registres Parroquials de 1646 a 1930 (un total de 120 milions de registres). La companyia també va sobrepassar 5 mil milions de registres històrics en la seva base de dades en 2014 i va engegar la característica Instant Discoveries, que permet als usuaris afegir al seu arbre branques senceres de familiars alhora.
En 2015, MyHeritage va aconseguir 6.300 milions de registres històrics, 80 milions d'usuaris registrats, i la disponibilitat en 42 idiomes. També va llançar la tecnologia Traducció Global de Noms que tradueix automàticament els noms de diferents idiomes per fer la cerca d'avantpassats més eficients.

## Productes i serveis
Existeixen productes i serveis de MyHeritage en els àmbits web, mòbil, i programari per a descàrrega. El lloc web de la companyia, Myheritage.es, treballa amb un model de negoci freemium. Això significa que és gratis registrar-se i començar a crear arbres genealògics i obtenir coincidències. El lloc proporcionarà fragments de registres històrics i periòdics, o d'altres arbres familiars, però per llegir les versions completes d'aquests documents, o confirmar aquests vincles familiars, els usuaris hauran de tenir una subscripció de pagament. Així mateix, només els usuaris de pagament poden contactar amb altres membres.
La base de dades online de MyHeritage conté 6.300 milions de registres històrics, incloent censos, naixements, matrimonis, defuncions, registres militars, i documents d'immigració juntament amb periòdics històrics. La funció SuperSearch permet als usuaris buscar a través de tot el catàleg de registres històrics per poder trobar informació sobre possibles membres de la família. Els usuaris també poden pujar fotos als seus arbres genealògics. L'aplicació mòbil de MyHeritage està disponible per a dispositius iOS i Android i ofereix una sèrie de funcions similars, incloent la possibilitat de veure i editar els arbres familiars, investigar en bases de dades històriques, i prendre i compartir fotos.

### Tecnologia “Matching”
MyHeritage utilitza diverses tecnologies de coincidència per a la recerca d'història familiar. Aquestes inclouen Smart Matching, Record Matching, Record Detectiu, Instant Discoveries, Global Name Translation i Search Connect. Smart Matching és utilitzat per creuar informació de l'arbre familiar d'un usuari amb tots els arbres familiars d'altres usuaris. La funció permet als usuaris utilitzar la informació sobre famílies d'altres usuaris, possiblement relacionats. Record Matching és similar excepte que es comparen registres històrics en lloc d'arbres familiars.
Record Detectiu és la tecnologia que enllaça registres històrics relacionats sobre la base de la informació apareguda en un d'aquests registres històrics. També es val d'arbres familiars existents per realitzar connexions entre registres (per exemple un certificat de defunció i una acta de matrimoni). Instant Discoveries és la funció que compara arbres d'usuaris amb altres arbres familiars i registres, i a l'instant mostra una gran quantitat d'informació sobre la família oposada en aquestes fonts, agrupada i mostrada com una branca sencera que pot ser agregada al seu propi arbre. Global Name Translation permet als usuaris buscar a un familiar en el seu idioma preferit, no obstant això aconseguir documents històrics amb el nom del familiar en altres idiomes.
Search Connect és una característica anunciada per MyHeritage al juliol de 2015 i presentat al novembre del mateix any. Aquesta funció indexa juntament amb les cerques, les metadades de dates, llocs, familiars, etc. i llavors els mostra en els resultats de cerques similars d'altres usuaris. Aquesta característica permet als usuaris que realitzen cerques similars connectar-se entre si per afavorir la col·laboració.
Les proves d'ADN són proporcionades per MyHeritage a través de convenis amb Family Tree DNA i 23andMe.

### Family Tree Builder
Family Tree Builder és un programari gratuït que permet als usuaris crear arbres familiars, pujar fotos, veure gràfics i estadística, i molt més. La descàrrega del programari és gratuïta, no obstant això -el lloc web de MyHeritage funciona sota un model freemium- els usuaris poden adquirir un paquet Premium per gaudir de característiques addicionals. La versió actual del programari (Family Tree Builder 7.0) va ser llançada en 2013 i va afegir característiques com Record Matching, suporta Unicode, i un nou sistema de sincronització. La informació en el Family Tree Builder pot ser vista i actualitzada en el lloc web de MyHeritage així com en la App 27mòbil de MyHeritage.

### MyHeritage DNA
MyHeritage DNA és un servei d'anàlisi genètica llançada per MyHeritage l'any 2016. La informació genètica s'obté mitjançant kits que s'envien a domicili i que permeten a l'usuari recollir la mostra de saliva de la part interior de la galta emprant un hisop. Els resultats inclouen coincidències d'ADN amb d'altres usuaris i estimació ètnica.

## Reconeixements i premis
En 2013, MyHeritage va ser seleccionat per Globes com la startup israeliana més prometedora en 2013–2014. La companyia va ser classificada en el primer lloc entre 4.800 noves startups. Igualment en 2013, Deloitte va classificar a MyHeritage entre les primeres 10 millors empreses i de major creixement d'Europa, Orient Mitjà, i Àfrica (EMEA) en la llista Deloitte Fast 500.